# إيروسباسيال
إيروسباسيال (بالإنجليزية: Aérospatiale)‏ هي شركة فرنسية. تأسست في 1970. يقع مقرها في باريس، فرنسا.
الشركة الوطنية للصناعات الجوفضائية (SNIAS), المعروفة أكثر باسم إيروسباسيال كانت منذ 1970 اسم التكتل الاقتصادي الفرنسي الناتج عن اندماج 3 شركات مختصة في هذا المجال: نور افياسيون، سود افياسيون وشركة دراسة وإنتاج المحركات البالستيسة (SEREB).
اندمجت إيروسباسيال في 15 فبراير 1999 مع ماترا هوت تكنولوجيز (MHT) لتكوين إيروسباسيال ماترا.
في 10 جويلية 2000, اندمجت من جديد مع الألماني دايملر دايملر كرايسلر ايروسبايس أي جي والأسباني كازا لتكوين إي أي دي أس.

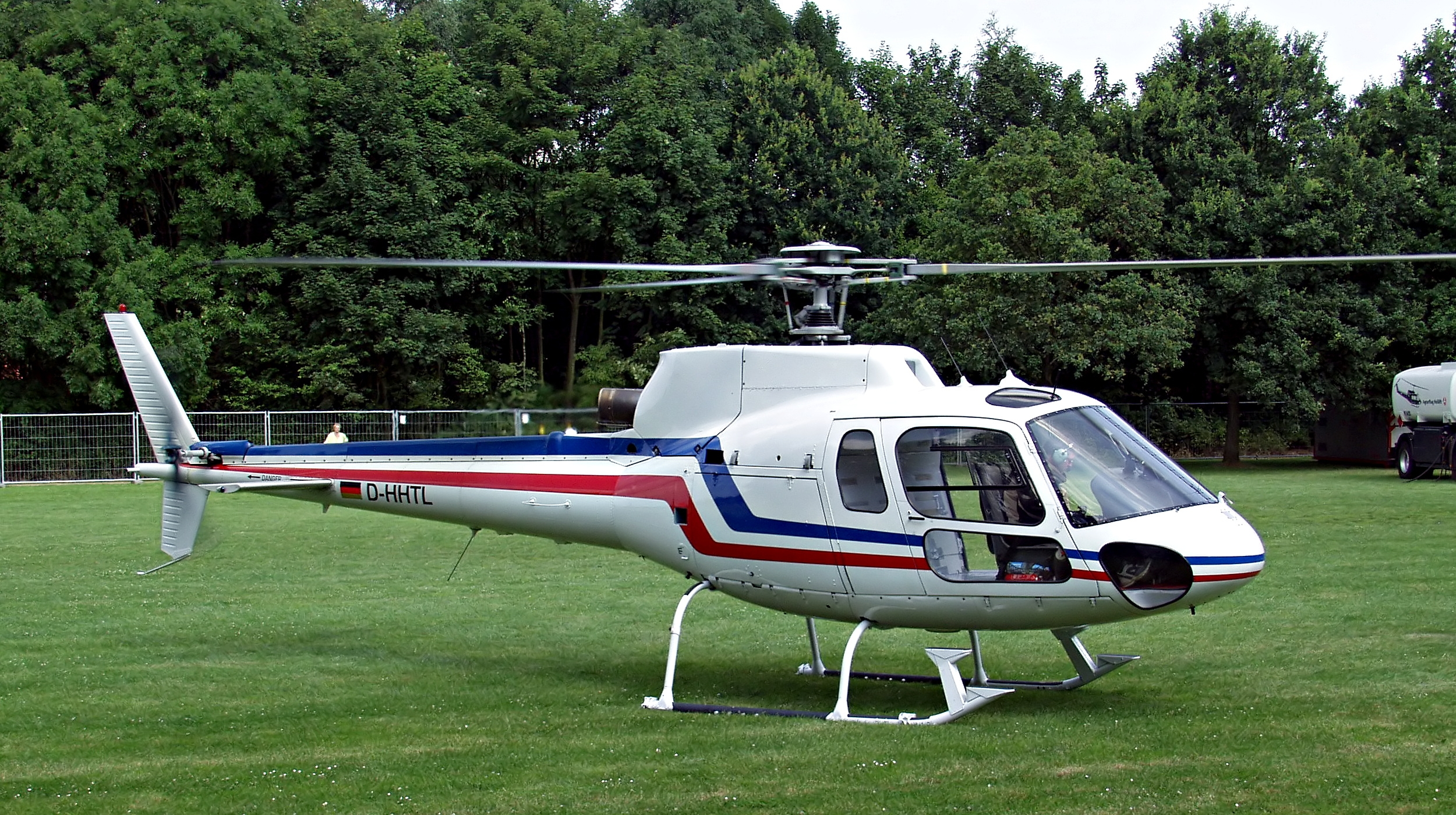
مروحية AS 350 BA من إنتاج إيروسباسيال